# Рамперт (епископ Брешиа)
Рамперт (лат. Rampertus; 780-е — около 860) — епископ Брешиа (824/825—844).

## Биография

### Ранние годы
Происхождение Рамперта точно не известно. Возможно, он родился в 780-е годы и имел знатное происхождение. На основании упоминания в одном из документов некоего Рамперта, его брата Куниперта и трёх племянников, было сделано предположение, что епископ Брешиа был лангобардом. В трудах авторов XVI—XVIII веков как о доказанном факте сообщалось, что родным городом Рамперта была Брешиа, и что родителями епископа были представители городской знати. Однако это мнение было подвергнуто серьёзной критике как не основанное на свидетельствах более ранних исторических источников. Противники лангобардского происхождения Рамперта считают, что, скорее всего, тот был выходцем из одной из знатных семей Франкии, приехавшим в Италию в свите императора Людовика I Благочестивого или его сына Лотаря I.
Возможно, в юности Рамперт подвизался в одном из германских монастырей (например, Райхенау или Санкт-Галлене), откуда и попал в число персон, привлечённых Каролингами для управления франкскими владениями на Апеннинском полуострове.

### Епископ Брешиа

#### 820-е годы
По повелению Лотаря I в 824 или 825 году Рамперт был избран главой Брешианской епархии, став здесь преемником епископа Петра. Вероятно, это избрание соответствовало политике укрепления франкского влияния в Италии, которую Лотарь I вёл с начала 820-х годов. Рамперт — один из первых франков, ставший главой епархии в итальянских областях Франкской империи.
Первое свидетельство о Рамперте как епископе Брешиа в современных ему документах относится к 827 году. Тогда совместно со своим митрополитом, архиепископом Милана Ангильбертом II, он участвовал в церковном соборе в Мантуе. Здесь обсуждалось возможное объединение Аквилейского и Градского патриархатов, разделившихся ещё во времена Лангобардского королевства. Несмотря на все усилия участников синода, из-за непримиримости глав двух патриархатов, Максенция Аквилейского и Венерия Градского, соглашение об объединении так и не было достигнуто.

#### 830-е годы

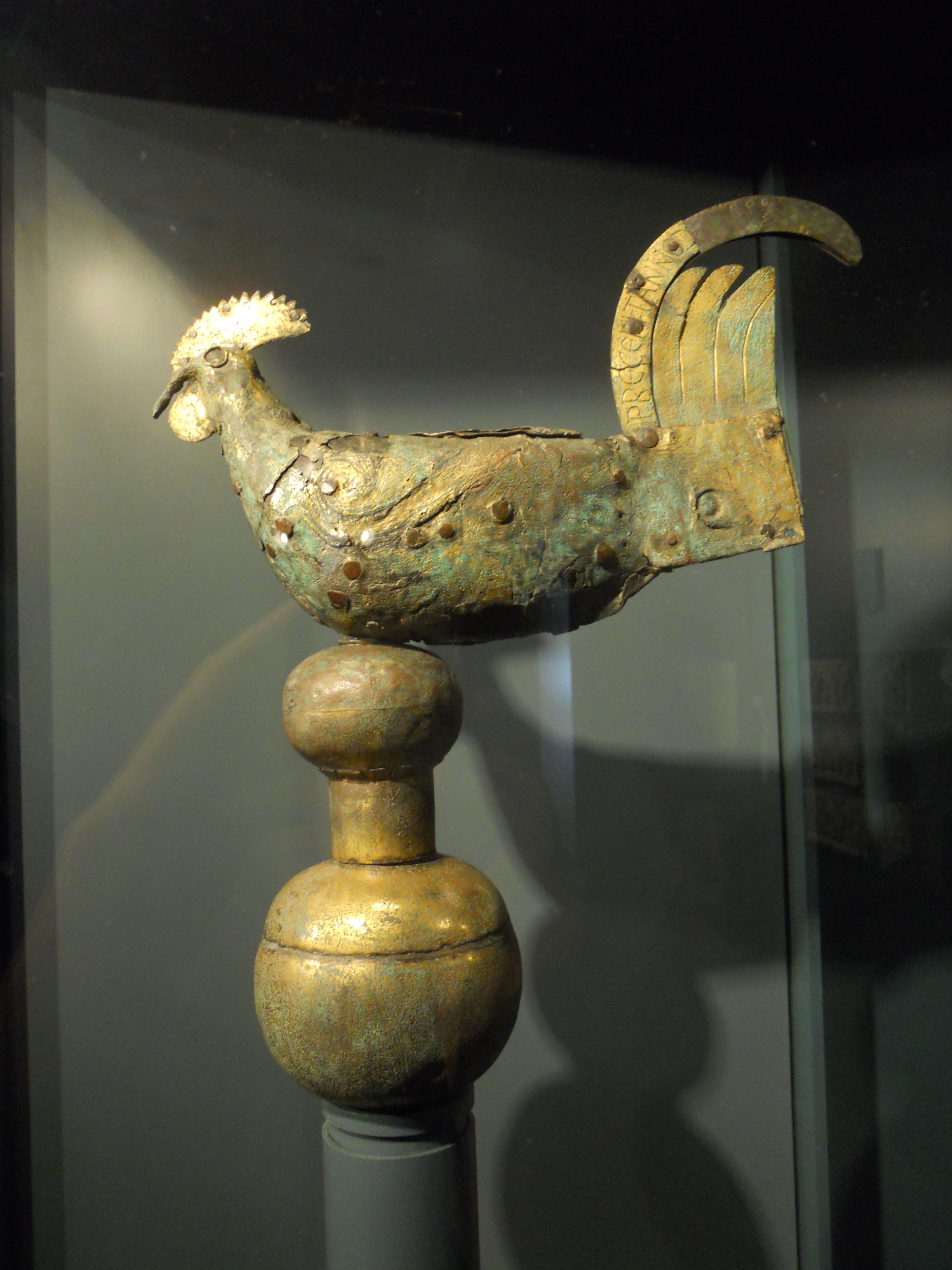
Петух Рамперта

Ещё при преемниках Рамперта, епископах Анфриде и Петре, в Брешиа началось строительство нового собора, предназначенного для хранения мощей Фаустина и Иовиты, святых покровителей города. Строительство здания было завершено в 830 или 831 году, когда была возведена колокольня, на вершину которой был помещён сделанный по повелению Рамперта ремесленником Модоальдом позолоченный медный флюгер в виде петуха. На этом артефакте, известном под названием «Петух Рамперта», сохранилась часть посвятительной надписи. Работы внутри нового собора продолжались ещё более десяти лет, и только 9 или 10 мая 843 года сюда из одной из загородных церквей были перевезены реликвии Фаустина и Иовиты. Перенесение мощей этих святых как событие, особо важное для истории христианской церкви того времени, было упомянуто уже в «Мартирологе», составленном в 858 году Адоном Вьенским. Возможно, по инициативе Рамперта в честь перенесения реликвий Фаустина и Иовиты были составлены два жития этих святых, пространное и краткое.
В современных Рамперту источниках он упоминается как очень образованный человек, особенно известный своими знаниями богословия и литургики. Так, сохранилось написанное в 831 или 832 году Вольфлеозом Констанцским письмо, в котором тот просил епископа Брешиа взять в ученики клирика Эльгильманна.
Находясь в Мантуе, 15 января 833 года король Лотарь I подтвердил дарения, данные брешианским епископам предыдущими франкскими монархами.
В 835 году Рамперт вместе с епископом Новары Адальгизом по повелению Лотаря I принял меры к прекращению волнений среди братии новарского монастыря Святого Спасителя.
В конце 837 года Рамперт по поручению Лотаря I участвовал в урегулировании конфликта в брешианском монастыре Святой Юлии. Согласно императорской хартии от 15 декабря того года, епископу Брешиа, аббатам-бенедиктинцам Прандону и Гислерану, а также епископу Адальгизу Новарскому было поручено рассмотреть жалобу монахинь этой обители, обвинивших государственных чиновников в насилии (в том числе, в побоях) при введении в сан новой аббатисы Амальперги. Участникам комиссии было также поручено получить от насельниц монастыря обещание строго соблюдать устав святого Бенедикта, а в обмен объявить им о праве впоследствии самим избирать новых настоятельниц.
Весной 838 года в церковь Святой Девы Марии были торжественно перенесены мощи Филастрия, до того находившиеся в располагавшейся в окрестностях Брешиа церкви Святого Андрея Первозванного. По случаю этого события 2 апреля Рамперт произнёс проповедь, в которой, в том числе, повествовалось об основных событиях церковной истории Брешиа, начиная с первых христианских общин города. Эта речь вошла в написанный Рампертом трактат «Перенесение святого Филастрия» (лат. Translatio sancti Filastrii). Содержащиеся в этом сочинении сведения о предшествовавших Рамперту тридцати епископах Брешиа, начиная с Филастрия, стали основой для большинства ранних списков глав местной епархии, первый из которых был составлен уже в IX веке. Сам торжественный перевоз мощей Филастрия в Брешиа состоялся 9 апреля, а их возложение в церковь Святой Девы Марии — 12 мая. В «Перенесении блаженного Филастрия» сообщается, что все эти события сопровождались многочисленными чудесами и исцелениями.
Вероятно, ко времени Рамперта относятся и сохранившаяся до нашего времени книга побратимов (лат. Liber Vitae), созданная в монастыре Святой Юлии. В ней упоминались не только персоны, непосредственно связанные с Брешиа, но и выдающиеся деятели всего Франкского государства (в том числе, Вала Корвейский и Валафрид Страбон). Предполагается, что инициатива составления этого исторического источника могла исходить непосредственно от епископа Рамперта.

#### 840-е годы
В августе 840 года Рамперт участвовал в государственной ассамблее, созванной в Ингельхайме новым правителем Франкской империи Лотарем I. Вместе с епископом Брешиа здесь же присутствовали и другие прелаты из Итальянского королевства, в том числе, Иосиф Иврейский, Аганон Бергамский и Амальрих из Боббио. Участники собрания по настоянию Лотаря восстановили Эббона в сане архиепископа Реймса, ранее смещённого с кафедры Людовиком I Благочестивым. Однако это решение не поддержали братья императора, Людовик II Немецкий и Карл II Лысый, что положило начало открытой вражде между сыновьями Людовика Благочестивого.
В последующие годы основной заботой Рамперта была забота о находившихся в его епархии монастырях, как уже существовавших, так и основанных им самим. Среди последних было аббатство Святого Фаустина, которое епископ Брешиа основал 31 мая 841 года и щедро наделил всем необходимым. Эта обитель стала первым с VI века основанным в Брешиа монастырём, населённым монахами. Рамперт разрешил братии самой избрать себе устав, и та приняла решение жить по бенедиктинским правилам. В следующем году Рамперт получил от своего митрополита Ангильберта II Миланского хартию, в которой давалось согласие на основание аббатства Святого Фаустина. Этот документ на состоявшемся в Милане поместном соборе подписали почти все суффраганы Ангильберта II (епископы Адальгиз Новарский, Панкоард Кремонский, Эриберт Лодийский и Рофред Тортонский), а также епископ Кура Верендарий. Приблизительно тогда же по просьбе Рамперта архиепископ Милана прислал в Брешиа двух клириков из Корби, Леудегария и его брата Гильдемара, которые в течение двух лет содействовали епископу в введении бенедиктинского устава в монастыре Святого Фаустина. С того времени город Брешиа стал одним из крупнейших центров бенедиктинства в итальянских владениях Каролингов. Одновременно Гильдемар занимался в Брешиа и литературной деятельностью: в том числе, здесь он написал житие святых Фаустина и Иовиты и переработал комментарии Павла Диакона к уставу святого Бенедикта. По просьбе Рамперта в 844 году епископ Бергамо Аганон прислал в Брешиа члена своей курии, всеми уважаемого монаха Магинарда, который стал первым настоятелем нового монастыря. Не в последнюю очередь избранию Магинарда аббатом способствовало то, что своё обучение он получил в аббатстве Райхенау, с братией которого Рамперт поддерживал тесные отношения.
Последнее свидетельство о Рамперте как о епископе Брешиа датируется 844 годом. О его дальнейшей судьбе достоверных сведений не сохранилось. По мнению одних историков, Рамперт по каким-то причинам попасть в немилость к императору Лотарю I и лишиться епископского сана. Другие же медиевисты считают, что епископ Брешиа добровольно покинул свою епархию, чтобы провести остаток жизни в монастыре. В качестве возможных обителей, куда мог отправиться Рамперт, называют или аббатство Райхенау, или монастырь Святого Фаустина. Предполагается, что Рамперт уже не был епископом Брешиа 15 июня 844 года, так как он не присутствовал на коронации Людовика II в Риме папой Сергием II. Новым главой Брешианской епархии был назначен Нотинг, до того бывший епископом Вероны.
Согласно итальянским авторам Позднего Средневековья и Нового времени, Рамперт скончался в год своей отставки с должности епископа, и был похоронен в соборе Святых Фаустина и Иовиты. Датой смерти Рамперта эти авторы называли 11 июня 844 года. Однако эти известия противоречат свидетельствам более ранних источников, согласно которым Римперт был жив ещё в 856 году. Предполагается, что бывший глава Брешианской епархии мог скончаться около 860 года. В 1512 году останки Рамперта были перенесены в новую раку, а в 1746 году после пожара в церкви помещены в общее захоронение с останками других брешианских епископов: Анфрида, Петра и Адельмана.